# كامل العوضي
كامل العوضي، من مواليد 1957 دولة الكويت ، نائب سابق في مجلس الأمة الكويتي 2013.

## نبذة
كامل محمود محمد محمود العوضي من مواليد 1957 وحاصل على دبلوم كلية الشرطة عام 1978 وتدرج بعدة مناصب في وزارة الداخلية منها سكرتير المدير العام للإدارة العامة للشرطة والنجدة 1985 ومدير مكتب وكيل وزارة الداخلية لشؤون المرور 1986 ومدير مكتب وكيل وزارة الداخلية للشؤون الامنية المساعدة 1988 ومدير إدارة اختبار مرور العاصمة 1990 إلى 1991 ومدير إدارة هجرة حولي من 1991 حتى تقاعد برتبة فريق من وزارة الداخلية وفاز بعضوية مجلس الامة (ديسمبر 2012) المبطل بحكم المحكمة الدستورية، كما فاز بعضوية مجلس 2013. 

## مواقفه في مجلس الأمة
| الكتل                             | مستقل                |
| اللجان                            | المستقلون            |
| شطب استجواب جابر المبارك (2014)   | موافق                |
| تحويل جلسة الشريط إلى سرية (2014) | وافق على سرية الجلسة |
| طرح الثقة بمحمد العبدالله (2013)  | غير موافق            |
| شطب محاور الاستجواب (2013)        | موافق                |
| تشكيل لجنة الإيداعات (2013)       | موافق                |